# Oumou Koultoumy
Oumou Koultoumy es una deportista guineana que compitió en taekwondo. Ganó una medalla de bronce en los Juegos Panafricanos de 2015 en la categoría de –49 kg.

## Palmarés internacional
| Juegos Panafricanos | Juegos Panafricanos               | Juegos Panafricanos | Juegos Panafricanos |
| Año                 | Lugar                             | Medalla             | Categoría           |
| ------------------- | --------------------------------- | ------------------- | ------------------- |
| 2015                | Brazzaville (República del Congo) | Medalla de bronce   | –49 kg              |